# Sea Dragon
Le Sea Dragon (qu'on pourra traduire par « Dragon des Mers ») est un concept de fusée développé en 1962 par Robert Truax, à l'époque ingénieur chez Aerojet.

## Historique
Le projet suscita un certain intérêt au sein de la NASA mais ne connut aucun développement, à la suite de la disparition de la division « Projets futurs » de la NASA au milieu des années 1960.
Ce concept fut testé à petite échelle sur les engins d'essais dénommés Sea Bee en 1961, des fusées-sondes Aerobee modifiées, et sur Sea Horse, un des 39 missiles MGM-5 Corporal que Truax avait obtenu des surplus militaires. Ce dernier fut testé depuis une barge à Tiburon, dans le comté de Marin, dans la baie de San Francisco.
Dans les années 1990, Truax Engineering proposa de nouveau des concepts de lanceurs tirés en mer, Excalibur et SEALAR, qui n'ont jamais subi d'essais en vol.

## Caractéristiques
L'idée de base de Truax était de produire un lanceur lourd à bas coût, un concept maintenant connu sous le nom de « Big dumb booster (en) ». Le lanceur lourd, réutilisable, devait être lancé depuis l'océan. Pour réduire son coût, les installations de lancement étaient réduites au minimum : la fusée aurait été immergée avec un système de ballast solidaire de la base du premier étage pour que la fusée soit à la verticale au moment du lancement. Seule la capsule contenant la charge utile de 450 à 550 tonnes (120 t pour la Saturn V) devait émerger pour faciliter les interventions sur celle-ci. Le lanceur devait être construit avec des matériaux bon marché dans un chantier naval en bord de mer avant d'être remorqué jusqu'à sa position de lancement. Le lanceur devait avoir une masse de 18 000 tonnes, une longueur de 150 à 168 mètres pour un diamètre de 23 mètres et être propulsé par un mélange de RP-1 et d'oxygène liquide, avec un moteur unique générant une poussée de 36 700 tonnes (350 MN).

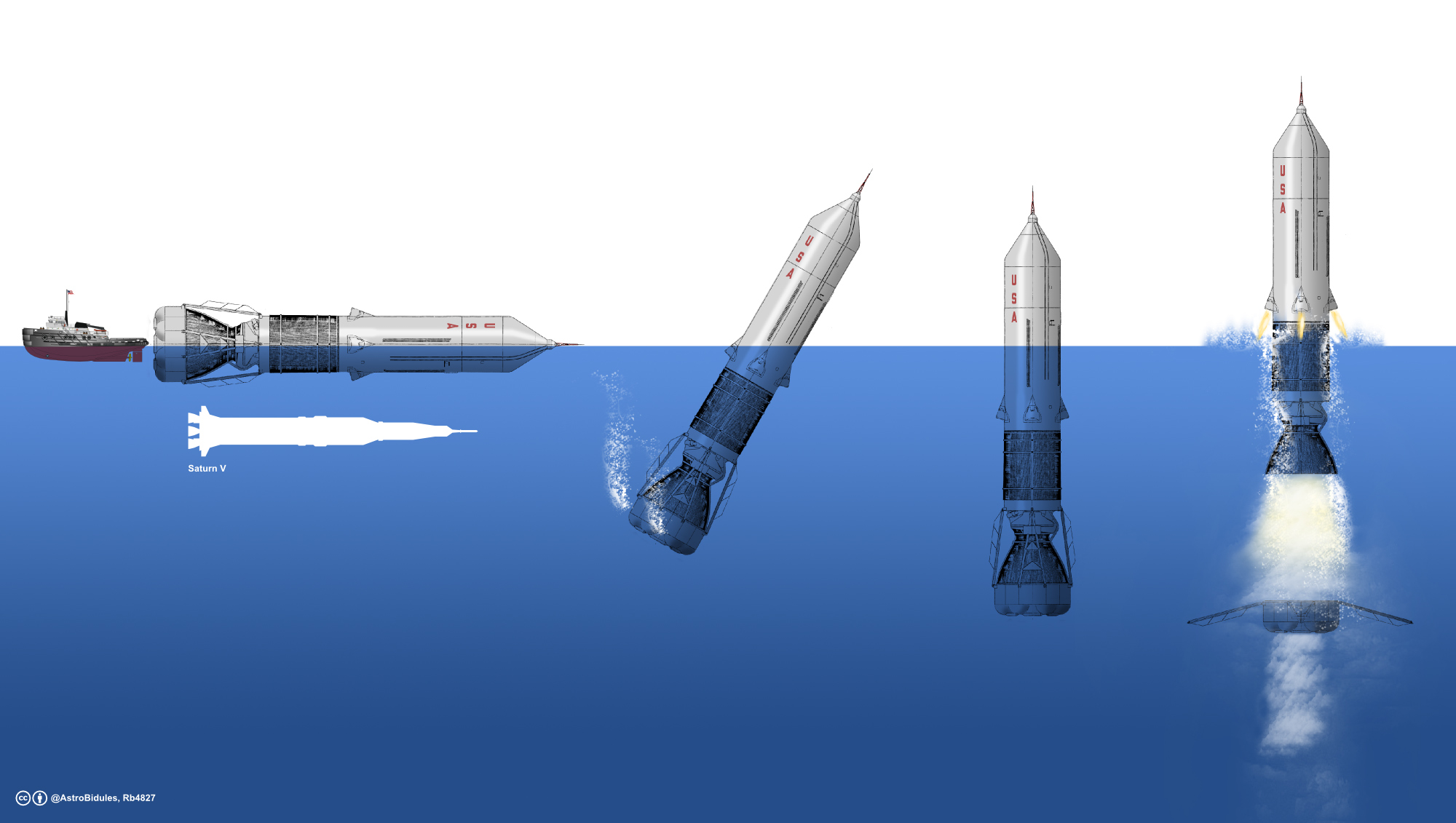
Mise en œuvre du Dragon des Mers : en blanc, à titre de comparaison, la fusée Saturn V.

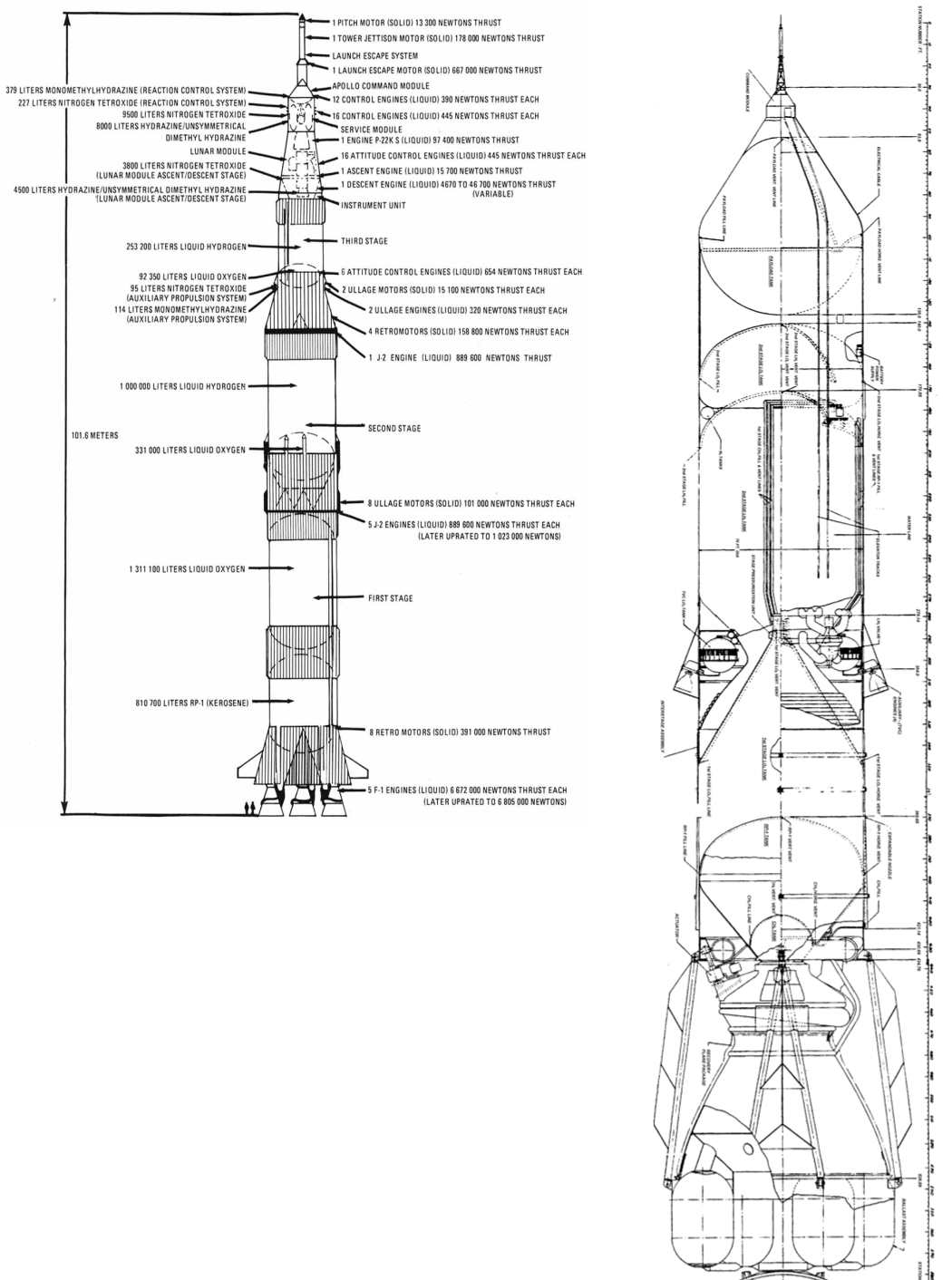
Deux dessins techniques de la NASA, représentant la fusée Saturn V et la proposition de lanceur Sea Dragon à la même échelle.

## Dans la fiction
En clôture de la première saison de la série uchronique For All Mankind d’Apple TV+, une dernière scène apparaît après le générique et présente le lancement d’une fusée Sea Dragon transportant du combustible nucléaire ainsi qu'une cargaison destinée à établir la première colonie lunaire, en 1983 selon la chronologie alternative de la série. À la fin de la deuxième saison, le lanceur a effectué 17 missions réussies.

### Source
- (en) Cet article est partiellement ou en totalité issu de l’article de Wikipédia en anglais intitulé « Sea Dragon (rocket) » (voir la liste des auteurs).